# Acanthiet
Het mineraal acanthiet is een zilver-sulfide met de molecuulformule Ag2S. De naam acanthiet komt van het Oudgriekse ἄκανθος, akanthos, doorn, vanwege de vorm van de kristallen. Acanthiet komt vooral in aders met sulfide voor, waar het koud is en in zones van secundaire aanrijking. Het mineraal komt veel in zilverafzettingen voor.
Het is opaak, het is zwart, het heeft een metallische glans en de streepkleur is ook zwart. Het heeft een monoklien kristalstelsel met ribben: {\displaystyle a} = 422,8 pm, {\displaystyle b} = 692,8 pm, {\displaystyle c} = 786,2 pm en een hoek {\displaystyle \beta } = 99,58°. Goed gevormde kristallen zijn zeldzaam. Acanthiet is vaak paramorf aan de hoge temperatuur-variant argentiet. Acanthiet kan wat seleen bevatten. Argentiet gaat onder de 173 graden Celsius in acanthiet over.
- (en)  Acanthite Mineral Data